# Tchèques de Croatie
La minorité tchèque de Croatie (en tchèque : Češi v Chorvatsku ; en croate : Česi u Hrvatskoj) désigne la minorité ethnique tchèque vivant en Croatie.